# Бельгійські монети євро
Бельгійські монети євро — вісім монет євро, випущених Монетним двором Бельгії. Кожна з монет містить на аверсі портрет короля Альберта II. Всі монети містять на реверсі 12 зірок ЄС і рік випуску. Щороку Бельгійський монетний двір також випускає обмежену кількість наборів монет якості пруф.

## Дизайн національної сторони

### Перша серія (2002–2007)
| 0,01 €                                 | 0,02 € | 0,05 €                                                    |
| -------------------------------------- | ------ | --------------------------------------------------------- |
|                                        |        |                                                           |
| Профіль і монограма короля Альберта II |        |                                                           |
| 0,10 €                                 | 0,20 € | 0,50 €                                                    |
|                                        |        |                                                           |
| Профіль і монограма короля Альберта II |        |                                                           |
| 1,00 €                                 | 2,00 € | Гурт монети в €2                                          |
|                                        |        | 2 ** повторюється шість разів (по черзі прямо й інверсно) |
| Профіль і монограма короля Альберта II |        |                                                           |

### Друга серія (2008)
| 0,01 €                                 | 0,02 € | 0,05 €                                                    |
| -------------------------------------- | ------ | --------------------------------------------------------- |
|                                        |        |                                                           |
| Профіль і монограма короля Альберта II |        |                                                           |
| 0,10 €                                 | 0,20 € | 0,50 €                                                    |
|                                        |        |                                                           |
| Профіль і монограма короля Альберта II |        |                                                           |
| 1,00 €                                 | 2,00 € | Гурт монети в €2                                          |
|                                        |        | 2 ** повторюється шість разів (по черзі прямо й інверсно) |
| Профіль і монограма короля Альберта II |        |                                                           |

### Друга серія (від 2009)
2008 року портрет короля Альберта не відповідав попереднім рішенням ECOFIN, прийнятим в 2005 і 2008 роках. Тому 2009 року розроблена нова серія, яка повернулася до портрету першої серії монет (1999–2007) і використовує монограму другої серії (2008).. Знак монетного двору, рік і зірки залишилися без змін.

### Третя серія (від березня 2014)
У березні 2014 року введені в обіг монети номіналом 1, 2, 5, 10, 20, 50 центів, €1 та €2 із портретом нового короля Бельгії Філіпа I.

## Випуск монет
Джерело:
| Номінал | €0.01 | €0.02 | €0.05 | €0.10   | €0.20 | €0.50 | €1.00 | €2.00 |
| --- | ----- | ----- | ----- | ------- | ----- | ----- | ----- | ----- |
| 1999 | 235.2 | *     | 300.0 | 180.9   | *     | 197.0 | 160.0 | *     |
| 2000 | *     | 337.0 | *     | *       | 181.0 | *     | *     | 120.0 |
| 2001 | 99.8  | *     | *     | 145.75  | *     | *     | *     | *     |
| 2002 | *     | *     | *     | 0.09083 | 104.0 | 50.02 | 84.53 | 50.0  |
| 2003 | 10.03 | 40.01 | 30.06 | **      | 30.0  | **    | 6.0   | 30.03 |
| 2004 | 180.0 | 149.2 | 75.0  | 20.0    | 70.0  | 8.0   | 15.0  | 60.0  |
| 2005 | ***   | ***   | 110.0 | 10.0    | 10.0  | ***   | ***   | 10.5  |
| 2006 | 15.0  | 30.0  | 35.0  | ***     | 40.0  | ***   | ***   | 20.0  |
| 2007 | 60.0  | 70.0  | ***   | ***     | 25.0  | 5.0   | ***   | 40.0  |
| 2008 | ***   | ***   | ***   | ***     | 20.0  | 25.0  | 5.0   | 25.0  |
| 2009 | 19.95 | 10.0  | ***   | ***     | 30.1  | 30.0  | 10.0  | 10.0  |
| 2010 | 30.0  | 20.0  | 25.0  | 20.0    | 15.0  | ***   | ***   | 15.0  |
| * Монети цього номіналу у даному році не карбувалися. ** Дані відсутні. *** Карбувалася незначна кількість для наборів. |       |       |       |         |       |       |       |       |

## Ідентифікаційні знаки
| Національний ідентифікатор | «BE» |
| Знак монетного двору       |      |
| Ініціали дизайнера         | —    |
| Знаки по гурту монети €2   |      |

## Золоті і срібні колекційні монети
Крім пам'ятних монет Бельгія карбує також спеціальні колекційні монети зі срібла та золота, номінальна вартість яких становить € 10 та € 100. Ці монети не призначені для використання як засоби готівкового платежу.